# Мосли, Макс
Макс Руфус Мосли (англ. Max Rufus Mosley; 13 апреля 1940, Лондон — 23 мая 2021, Лондон) — британский автогонщик и спортивный функционер, президент Международной федерации автомобильного спорта (ФИСА) в 1991—1993 гг и президент Международной автомобильной федерации (ФИА) в 1993—2009 гг.

## Биография

### Юность
Родился в семье сэра Освальда Мосли, члена британского парламента, лидера Британского союза фашистов, и его второй жены Дианы Митфорд. В 30-е годы его отец возглавлял крупную фашистскую организацию Британии, однако 23 мая 1940 года он и наиболее активные фашисты были интернированы. Спустя 11 недель после рождения Макса, 29 июня его мать, леди Мосли, также была взята под стражу. Макс и его старший брат в течение первых лет своей жизни не видели родителей.
16 ноября 1943 года Освальд Мосли и его жена были освобождены, что вызвало сильные протесты общественности. Несколько школ отказались принимать их сыновей, причиной чему послужили их дикость и репутация родителей, поэтому Мосли с братом первоначально получали образование дома. В 1950 году семья Мосли приобрела дома в Ирландии и Франции. Мосли проводили весну во Франции, а осень и зиму в Ирландии, где Макс увлёкся охотой. Его тётя Нэнси Митфорд вспоминала, что Мосли путешествовали по Средиземному морю на семейной яхте. Во время одной из таких поездок они посетили Испанию, где были приняты другом сэра Освальда Мосли, генералом Франко.
Своё образование Макс Мосли сначала получал во Франции, с 13 лет два года учился в Германии, где научился говорить по-немецки.
Продолжил образование в Англии, в 1961 году окончил Оксфорд со степенью по физике. Во время учёбы был секретарём Оксфордского союза. В 1961 году после отказа Оксфордского союза пригласить его отца для выступления Мосли выступил с лозунгом «Свобода слова для фашистов». Вскоре после этого, Мосли представил своего отца Роберту Скидельски, который позже написал биографию сэра Освальда. Позднее изучал юриспруденцию в Лондоне, получив в 1964 году право заниматься адвокатской деятельностью.

### Автогонки
В начале 1960-х Мосли увлёкся гонками, в 1968 году он основал собственную гоночную команду London Racing Team. На национальном уровне в Великобритании Мосли добился умеренного успеха, приняв в 1967—1968 годах участие в 40 гонках, в 12 из которых он стал победителем. Однако в 1969 году Мосли отказался от карьеры гонщика. Совместно с тремя компаньонами он принял участие в создании компании March Engineering. В конце 1970-х стал официальным советником Ассоциации конструкторов Формулы-1. В 1993 году назначен президентом Международной федерации автоспорта (ФИА), во многом благодаря влиянию Берни Экклстоуна и стоящим за ним крупных финансовых корпораций. Современники сразу предположили, что это приведёт к дальнейшей коммерциализации мирового автоспорта, последующие события это подтвердили.

### Семья
Как и многие гонщики Формулы-1 проживал в Монако. Со своей будущей женой, Джин Тейлор, он познакомился в партии «Юнионистское движение»; они поженились в 1960 году. Мосли являлся отцом двоих сыновей: Александра, родившегося в 1970 году, и погибшего в 2009, предположительно, от передозировки наркотиков, Патрика, который родился в 1972 году.

### Порноскандал
В 2008 году британский таблоид News of the World опубликовал материал, в котором говорилось о многочасовой садомазохистской оргии Макса Мосли с пятью лондонскими проститутками. По данным издания, проститутки были одеты в форму нацистов и полосатые робы заключённых концлагерей. Помимо фотографий в печатной версии таблоид разместил видео на своём сайте.
Публикация вызвала крупный скандал, Мосли подвергся сильной критике и давлению с требованиями покинуть свой пост. Ряд крупных автопроизводителей (BMW, Mercedes-Benz, Toyota и Honda), более 20 ведущих автоклубов мира (в том числе Федерация автоспорта Германии, Американская автомобильная ассоциация) потребовали, чтобы Мосли сложил с себя полномочия президента FIA. Власти Бахрейна, где проходил этап Формулы-1, запретили Мосли въезд в страну. Два экс-чемпиона мира Формулы-1 Джеки Стюарт и Джоди Шектер также призвали Мосли уйти в отставку. Несколько британских еврейских организаций осудили поведение Мосли.
Мосли принёс извинения за оргию, однако заявил, что сведения об использовании нацистской символики являются клеветой. Он также подал в суд на таблоид, обвинив его во вторжении в личную жизнь. В июне чрезвычайная генеральная ассамблея FIA большинством голосов высказалась об оказании доверия Мосли. За доверие Мосли проголосовали 103 делегата, против 55. При этом Мосли сохранил пост благодаря голосованию мелких автоклубов, крупные члены FIA остались недовольны итогом ассамблеи. В июле 2008 года британский суд счёл утверждения газеты об использовании в оргии нацистской тематики необоснованными; в сентябре же Мосли обратился в Европейский суд по правам человека, считая, что британские законы не предоставляли ему возможности адекватно защитить неприкосновенность своей частной жизни.

### Смерть
Макс Мосли скончался 23 мая 2021 года на 82-м году жизни. О смерти Мосли сообщил Берни Экклстоун. 
29 марта 2022 года на заседании Вестминстерского коронерского суда в Лондоне были обнародованы результаты расследования, где стало известно о том, что Мосли застрелился, не вынеся страданий, вызванных лимфомой.